# Али Ал-Булаихи
Али Хади Мохамед Ал-Булаихи (на арабски: علي آل بليهي) е саудитски футболист, играещ като защитник за саудитски Ал-Хилал и националния отбор на Саудитска Арабия. Участник в Купата на Азия 2023 където бележи втория гол срещу Оман при победата с 2:1). 

## Успехи
Ал-Хилал (Рияд)
- Професионална лига на Саудитска Арабия
  -  Шампион (4): 2017/18, 2019/20, 2020/21, 2021/22
- Купа на Краля на Саудитска Арабия
  -  Носител (2): 2019/20, 2022/23
- Суперкупа на Саудитска Арабия
  -  Носител (2): 2018, 2021
- Шампионска лига на Азия
  -  Шампион (2): 2019, 2021

Индивидуални
- В идеалният отбор на Купата на Азия: 2023[4]